# Arthur Goldberg
Pour les articles homonymes, voir Goldberg.
Arthur Joseph Goldberg, né le 8 août 1908 à Chicago (Illinois) et mort le 19 janvier 1990 à Washington, est un juriste et homme politique américain. Membre du Parti démocrate, il est secrétaire au Travail entre 1961 et 1962 dans l'administration du président John F. Kennedy, juge assesseur de la Cour suprême des États-Unis entre 1962 et 1965 puis ambassadeur des États-Unis aux Nations unies entre 1965 et 1968.

## Biographie
Goldberg naît et grandit dans le quartier de West Side de  Chicago, fils cadet des huit enfants de Joseph et Rebecca Goldberg (née Perlstein), juifs immigrés de l'Empire russe. Ses ancêtres paternels sont originaires d'un shtetl appelé Zenkhov, dans l'actuelle Ukraine. Le père de Goldberg, colporteur, meurt en 1916, ce qui force ses enfants à quitter l'école et à travailler pour soutenir la famille. Comme il est le plus jeune, Arthur Goldberg a la permission de continuer l'école, et il est diplômé de la Harrison Technical High School à 16 ans. Ensuite, Goldberg entre au Crane Junior College de Chicago et à la DePaul University dont il obtient un B.S.L. (magna cum laude en 1929) et un diplôme de J.D. (1930) de la Northwestern University.
L'intérêt de Goldberg pour le droit est aiguillonné par l'affaire Leopold et Loeb en 1924, dans laquelle deux jeunes gens de Chicago issus de familles fortunées échappent à la peine de mort grâce à l'aide d'un avocat puissant, Clarence Darrow. Plus tard, Goldberg pointe cette affaire pour marquer son opposition à la peine de mort, montrant que le statut social des accusés entre en ligne de compte.
En 1931, Goldberg épouse Dorothy Kargans. Ils ont une fille, Barbara Goldberg Cramer, et un fils, Robert M. Goldberg (avocat à Anchorage). Il est l'oncle de Barry Goldberg.